# Frenchmans Cap
Frenchmans Cap - szczyt na Tasmanii, na terenie Parku Narodowego Franklin-Gordon Wild Rivers. Wysokość szczytu wynosi 1446 m n.p.m. Przez Aborygenów nazywany Mabarlek.
Szczyt Frenchmans Cap często występuje w kulturze. Pisarz Barry Maitland w powieści Bright Air przedstawia opis wspinaczki na Frenchmans Cap. Fotograf Frank Hurley wykonał zdjęcie przedstawiające okolice szczytu, które znajdują się w kolekcji Internetowej Biblioteki Narodowej.